# Haplochromis

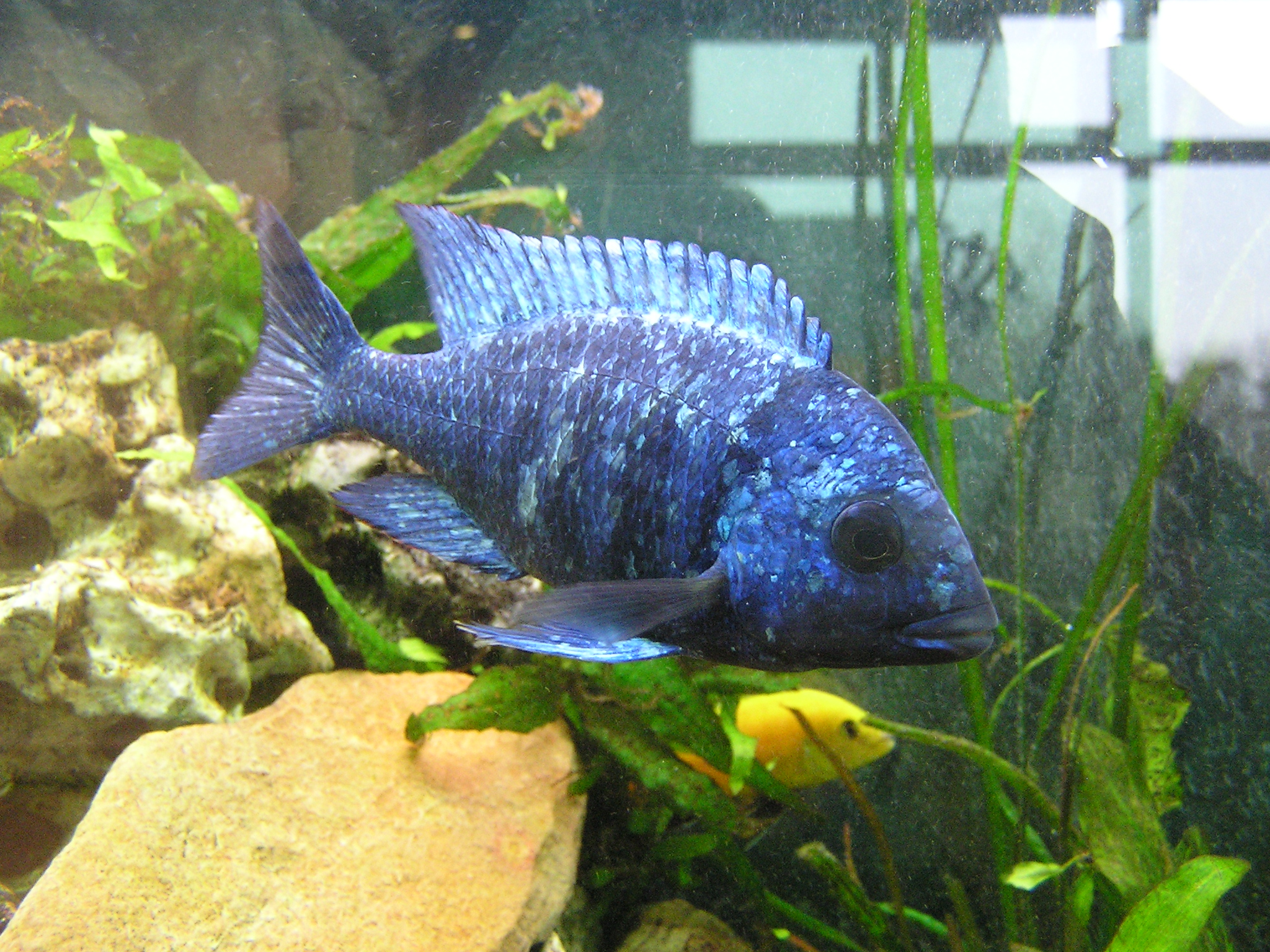
Haplochromis phenochilus

Haplochromis és un gènere de peixos de l'ordre dels perciformes i el més nombrós en espècies de la família dels cíclids.

## Distribució geogràfica
Moltes de les seues espècies són endèmiques del llac Victòria (Àfrica oriental).

## Conservació
La introducció de la perca del Nil (Lates niloticus) al llac Victòria a partir del 1954 hi va provocar l'extinció de, si fa no fa, 200 espècies d'aquest gènere. A hores d'ara, moltes altres continuen amenaçades o en perill crític d'extinció.

## Taxonomia
- Haplochromis acidens (Greenwood, 1967)[3]
- Haplochromis adolphifrederici (Boulenger, 1914)[4]
- Haplochromis aelocephalus (Greenwood, 1959)[5]
- Haplochromis aeneocolor (Greenwood, 1973)[6]
- Haplochromis akika (Lippitsch, 2003)[7]
- Haplochromis albertianus (Regan, 1929)
- Haplochromis altigenis (Regan, 1922)
- Haplochromis ampullarostratus (Schraml, 2004[8]
- Haplochromis angustifrons (Boulenger, 1914)
- Haplochromis annectidens (Trewavas, 1933)
- Haplochromis apogonoides (Greenwood, 1967)
- Haplochromis arcanus (Greenwood i Gee, 1969)
- Haplochromis argenteus (Regan, 1922)
- Haplochromis artaxerxes (Greenwood, 1962)
- Haplochromis astatodon (Regan, 1921)
- Haplochromis avium (Regan, 1929)
- Haplochromis bakongo (Thys van den Audenaerde, 1964)
- Haplochromis barbarae (Greenwood, 1967)
- Haplochromis bareli (van Oijen, 1991)
- Haplochromis bartoni (Greenwood, 1962)
- Haplochromis bayoni (Boulenger, 1909)
- Haplochromis beadlei (Trewavas, 1933)
- Haplochromis bicolor (Trewavas, 1933)
- Haplochromis bloyeti (Sauvage, 1883)
- Haplochromis boops (Greenwood, 1967)
- Haplochromis brownae (Greenwood, 1962)
- Haplochromis bullatus (Trewavas, 1938)
- Haplochromis cassius (Greenwood i Barel, 1978)
- Haplochromis cavifrons (Hilgendorf, 1888)
- Haplochromis chilotes (Boulenger, 1911)
- Haplochromis chlorochrous (Greenwood i Gee, 1969)
- Haplochromis chromogynos (Greenwood, 1959)
- Haplochromis chrysogynaion (van Oijen, 1991)
- Haplochromis cinctus (Greenwood i Gee, 1969)
- Haplochromis cinereus (Boulenger, 1906)
- Haplochromis cnester (Witte i Witte-Maas, 1981)
- Haplochromis commutabilis (Schraml, 2004)[8]
- Haplochromis crassilabris (Boulenger, 1906)
- Haplochromis crebridens (Snoeks, de Vos, Coenen i Thys van den Audenaerde, 1990)
- Haplochromis crocopeplus (Greenwood i Barel, 1978)
- Haplochromis cronus (Greenwood, 1959)
- Haplochromis cryptodon (Greenwood, 1959)
- Haplochromis cryptogramma (Greenwood i Gee, 1969)
- Haplochromis decticostoma (Greenwood i Gee, 1969)
- Haplochromis demeusii (Boulenger, 1899)
- Haplochromis dentex (Regan, 1922)
- Haplochromis desfontainii (Lacepède, 1802)
- Haplochromis dichrourus (Regan, 1922)
- Haplochromis diplotaenia (Regan i Trewavas, 1928)
- Haplochromis dolichorhynchus (Greenwood i Gee, 1969)
- Haplochromis dolorosus (Trewavas, 1933)
- Haplochromis eduardii (Regan, 1921)
- Haplochromis elegans (Trewavas, 1933)
- Haplochromis empodisma (Greenwood, 1960)
- Haplochromis engystoma (Trewavas, 1933)
- Haplochromis erythrocephalus (Greenwood i Gee, 1969)
- Haplochromis erythromaculatus (De Vos, Snoeks i Thys van den Audenaerde, 1991)
- Haplochromis estor (Regan, 1929)
- Haplochromis eutaenia (Regan i Trewavas, 1928)
- Haplochromis exspectatus (Schraml, 2004)[8]
- Haplochromis fasciatus (Perugia, 1892)
- Haplochromis flavipinnis (Boulenger, 1906)
- Haplochromis flavus (Seehausen, Zwennes i Lippitsch a Seehausen et al., 1998)
- Haplochromis fuelleborni (Hilgendorf i Pappenheim, 1903)
- Haplochromis fuscus (Regan, 1925)
- Haplochromis gigliolii (Pfeffer, 1896)
- Haplochromis gilberti (Greenwood i Gee, 1969)
- Haplochromis gowersii (Trewavas, 1928)
- Haplochromis gracilior (Boulenger, 1914)
- Haplochromis granti (Boulenger, 1906)
- Haplochromis graueri (Boulenger, 1914)
- Haplochromis guiarti (Pellegrin, 1904)
- Haplochromis harpakteridion (van Oijen, 1991)
- Haplochromis heusinkveldi (Witte i Witte-Maas, 1987)
- Haplochromis hiatus (Hoogerhoud i Witte, 1981)
- Haplochromis howesi (van Oijen, 1992)
- Haplochromis humilior (Boulenger, 1911)
- Haplochromis humilis (Steindachner, 1866)
- Haplochromis insidiae (Snoeks, 1994)
- Haplochromis iris (Hoogerhoud i Witte, 1981)
- Haplochromis ishmaeli (Boulenger, 1906)
- Haplochromis kamiranzovu (Snoeks, Coenen i Thys van den Audenaerde, 1984)
- Haplochromis katavi (Seegers, 1996)
- Haplochromis kujunjui (van Oijen, 1991)
- Haplochromis labiatus (Trewavas, 1933)
- Haplochromis labriformis (Nichols i La Monte, 1938)
- Haplochromis lacrimosus (Boulenger, 1906)
- Haplochromis laparogramma (Greenwood i Gee, 1969)
- Haplochromis latifasciatus (Regan, 1929)
- Haplochromis limax (Trewavas, 1933)
- Haplochromis lividus (Greenwood, 1956)
- Haplochromis loati (Greenwood, 1971)
- Haplochromis longirostris (Hilgendorf, 1888)
- Haplochromis lucullae (Boulenger, 1913)
- Haplochromis luluae (Fowler, 1930)
- Haplochromis macconneli (Greenwood, 1974)
- Haplochromis macrognathus (Regan, 1922)
- Haplochromis macrops (Boulenger, 1911)
- Haplochromis macropsoides (Greenwood, 1973)
- Haplochromis maculipinna (Pellegrin, 1913)
- Haplochromis mahagiensis (David et Poll, 1937)
- Haplochromis maisomei (van Oijen, 1991)
- Haplochromis malacophagus (Poll i Damas, 1939)
- Haplochromis mandibularis (Greenwood, 1962)
- Haplochromis martini (Boulenger, 1906)
- Haplochromis maxillaris (Trewavas, 1928)
- Haplochromis megalops (Greenwood i Gee, 1969)
- Haplochromis melanopterus (Trewavas, 1928)
- Haplochromis melanopus (Regan, 1922)
- Haplochromis melichrous (Greenwood i Gee, 1969)
- Haplochromis mentatus (Regan, 1925)
- Haplochromis mento (Regan, 1922)
- Haplochromis michaeli (Trewavas, 1928)
- Haplochromis microchrysomelas (Snoeks, 1994)
- Haplochromis microdon (Boulenger, 1906)
- Haplochromis moeruensis (Boulenger, 1899)
- Haplochromis multiocellatus (Boulenger, 1913)
- Haplochromis mylergates (Greenwood i Barel, 1978)
- Haplochromis mylodon (Greenwood, 1973)
- Haplochromis nanoserranus (Greenwood i Barel, 1978)
- Haplochromis nigrescens (Pellegrin, 1909)
- Haplochromis nigripinnis (Regan, 1921)
- Haplochromis nigroides (Pellegrin, 1928)
- Haplochromis niloticus (Greenwood, 1960)
- Haplochromis nubilus (Boulenger, 1906)
- Haplochromis nuchisquamulatus (Hilgendorf, 1888)
- Haplochromis nyanzae (Greenwood, 1962)
- Haplochromis nyererei (Witte-Maas i Witte, 1985)
- Haplochromis obesus (Boulenger, 1906)
- Haplochromis obliquidens (Hilgendorf, 1888)
- Haplochromis obtusidens (Trewavas, 1928)
- Haplochromis occultidens (Snoeks, 1988)
- Haplochromis oligacanthus (Regan, 1922)
- Haplochromis oligolepis (Lippitsch, 2003)[9]
- Haplochromis olivaceus (Snoeks, de Vos, Coenen i Thys van den Audenaerde, 1990)
- Haplochromis oregosoma (Greenwood, 1973)
- Haplochromis pachycephalus (Greenwood, 1967)
- Haplochromis pallidus (Boulenger, 1911)
- Haplochromis pappenheimi (Boulenger, 1914)
- Haplochromis paraguiarti (Greenwood, 1967)
- Haplochromis paraplagiostoma (Greenwood i Gee, 1969)
- Haplochromis paropius (Greenwood i Gee, 1969)
- Haplochromis parvidens (Boulenger, 1911)
- Haplochromis paucidens (Regan, 1921)
- Haplochromis pectoralis (Pfeffer, 1893)
- Haplochromis pellegrini (Regan, 1922)
- Haplochromis percoides (Boulenger, 1906)
- Haplochromis perrieri (Pellegrin, 1909)
- Haplochromis petronius (Greenwood, 1973)
- Haplochromis pharyngalis (Poll i Damas, 1939)
- Haplochromis pharyngomylus (Regan, 1929)
- Haplochromis phenochilus (Trewavas, 1935)
- Haplochromis phytophagus (Greenwood, 1966)
- Haplochromis piceatus (Greenwood i Gee, 1969)
- Haplochromis pitmani (Fowler, 1936)
- Haplochromis placodus (Poll i Damas, 1939)
- Haplochromis plagiodon (Regan i Trewavas, 1928)
- Haplochromis plagiostoma (Regan, 1922)
- Haplochromis plutonius (Greenwood i Barel, 1978)
- Haplochromis polli (Thys van den Audenaerde, 1964)
- Haplochromis prodromus (Trewavas, 1935)
- Haplochromis prognathus (Pellegrin, 1904)
- Haplochromis pseudopellegrini (Greenwood, 1967)
- Haplochromis ptistes (Greenwood i Barel, 1978)
- Haplochromis pyrrhocephalus (Witte i Witte-Maas, 1987)
- Haplochromis pyrrhopteryx (van Oijen, 1991)
- Haplochromis riponianus (Boulenger, 1911)
- Haplochromis rubescens (Snoeks, 1994)
- Haplochromis rudolfianus (Trewavas, 1933)
- Haplochromis sauvagei (Pfeffer, 1896)
- Haplochromis saxicola (Greenwood, 1960)
- Haplochromis scheffersi (Snoeks, de Vos i Thys van den Audenaerde, 1987)
- Haplochromis schubotzi (Boulenger, 1914)
- Haplochromis schubotziellus (Greenwood, 1973)
- Haplochromis schwetzi (Poll, 1967)
- Haplochromis serranus (Pfeffer, 1896)
- Haplochromis serridens (Regan, 1925)
- Haplochromis simpsoni (Greenwood, 1965)
- Haplochromis smithii (Castelnau, 1861)
- Haplochromis spekii (Boulenger, 1906)
- Haplochromis squamipinnis (Regan, 1921)
- Haplochromis squamulatus (Regan, 1922)
- Haplochromis stigmatogenys (Boulenger, 1913)
- Haplochromis sulphureus (Greenwood i Barel, 1978)
- Haplochromis swynnertoni (Boulenger, 1907)
- Haplochromis tanaos (van Oijen i Witte, 1996)
- Haplochromis taurinus (Trewavas, 1933)
- Haplochromis teegelaari (Greenwood i Barel, 1978)
- Haplochromis teunisrasi (Witte i Witte-Maas, 1981)
- Haplochromis theliodon (Greenwood, 1960)
- Haplochromis thereuterion (van Oijen i Witte, 1996)
- Haplochromis thuragnathus (Greenwood, 1967)
- Haplochromis tridens (Regan i Trewavas, 1928)
- Haplochromis turkanae (Greenwood, 1974)
- Haplochromis tweddlei (Jackson, 1985)
- Haplochromis tyrianthinus (Greenwood i Gee, 1969)
- Haplochromis ushindi (Van Oijen, 2004[10]
- Haplochromis velifer (Trewavas, 1933)
- Haplochromis venator (Greenwood, 1965)
- Haplochromis vicarius (Trewavas, 1933)
- Haplochromis victorianus (Pellegrin, 1904)
- Haplochromis vittatus (Boulenger, 1901)
- Haplochromis vonlinnei (van Oijen & de Zeeuw, 2008)[11]
- Haplochromis wingatii (Boulenger, 1902)
- Haplochromis worthingtoni (Regan, 1929)
- Haplochromis xenognathus (Greenwood, 1957)
- Haplochromis xenostoma (Regan, 1922)[12][13][14][15][16][17][18]